# Јаношик
Јаношик (слч. Jánošík) је насеље у општини Алибунар, у Јужнобанатском округу, у Србији. Према попису из 2022. било је 681 становника.

## Историја
Јаношик се први пут спомиње 1818. године по имену Шандорв (Schandorf), касније 1895-Sándorfalva; 1910-Uj-Sándorfalva; 1922-Словачки Александровац.
Године 1819. ово насеље је основао гроф Филип Шандор, директор друштва закупаца, који је у погон ставило шалитрану у Алибунару, како би за своје предузеће имао радну снагу. По њему је насеље добило своје прво име Шандорв, односно изворно Schandorf.
Први колонисти били су католички Мађари, којима је подељено 700 ланаца земље. Године 1815. колонија је бројала 36 кућа. 1819. године нови закупац, Фрања Градл, додао је још 900 ланаца, од којих је 600 ланаца у пола уступљено мађарском становништву.
Када је насеље страдало од поплаве, премештено је 1820—1822. године на више земљиште, где се данас налази.
Године 1823. доселили су се Словаци из Њитре, којих је 1826. године било 229. Приликом пописа 1827. пописано је 316 католика, 132 евангелика и 13 калвиниста.
Епидемија колере је 1836. десетковала становништво. Године 1839. доселиле су се 23 словачке породице из Хајдучице. Исте године су подигли цркву, школу и парохијски дом.
Када се 1841. раселила словачка католичка општина Брешће, на просторе Јаношика дошао је већи део католика са својим парохом и матрикулом (миграција је започета 27. јуна 1839. године).
Шандорф је 1854. године бројао 560 становника и припадао је Алибунарској колонији. Од 28. августа до 26. септембра 1855. године догодила се још једна епидемија колере.
Године 1855-1856. подигнута је нова школа. Шездесетих година направљено је ново, засебно, католичко гробље, а 1869. и богомоља.
По развојачењу границе (1871—1873) припојен је Шандорф светимихајском окружном бележништву банлачког среза. Како је среско место, Банлак, било много удаљено од овог насеља, становници су упутили депутацију, на челу са поседником Сигмундом Градлом, која је молила да Шандорф уђе у састав алибунарског среза, што је 1879. године спроведено.
Место је претрпело поплаве 10. и 11. октобра 1869. и 1871, а касније и земљотрес који је разрушио 1877. општинску кућу, која је поново подигнута 1880. године.
Године 1883-1884. подигнута је нова црква, јер је стара била трошна. Први артески бунар избушен је 1890, а 1902. назарени су подигли своју богомољу.
Многи Мађари и Словаци су напустили ово насеље и одселили се 1895. и 1902. у Скореновац и Јерменовац, а 1918. године почело је значајно исељавање у Америку.
Године 1916. основана је општинска поседна књига (grundbuch ) 1827. године основано је добровољно ватрогасно друштво.
Бројно стање становништва крајем 19. и почетком 20. века кретало се: 1869. године — 580 становника, 1880. године — 745; 1890. године — 852 становника; 1900. године — 944 становника; 1910. године — 974 становника.
По попису из 31. јануара 1921. године било је 987 становника од којих: Срба-1; Словака-953; Немаца-7; Мађара-25; Осталих 1.

## Демографија
У насељу Јаношик живи 918 пунолетних становника, а просечна старост становништва износи 39,1 година (37,8 код мушкараца и 40,5 код жена). У насељу има 384 домаћинства, а просечан број чланова по домаћинству је 3,05.
Ово насеље је изразито насељено Словацима (према попису из 2002. године), а у последња три пописа, примећен је пад у броју становника.
|  |

| Демографија | Демографија | Демографија |
| Година      | Становника  | Становника  |
| ----------- | ----------- | ----------- |
| 1948.       | 1.280       |             |
| 1953.       | 1.281       |             |
| 1961.       | 1.467       |             |
| 1971.       | 1.488       |             |
| 1981.       | 1.372       |             |
| 1991.       | 1.225       | 1.211       |
| 2002.       | 1.171       | 1.194       |

| Етнички састав према попису из 2002.‍ | Етнички састав према попису из 2002.‍ | Етнички састав према попису из 2002.‍ | Етнички састав према попису из 2002.‍ | Етнички састав према попису из 2002.‍ |
| ------------------------------------ | ------------------------------------ | ------------------------------------ | ------------------------------------ | ------------------------------------ |
|                                      |                                      |                                      |                                      |                                      |
| Словаци                              | Словаци                              |                                      | 1.073                                | 91,63%                               |
| Срби                                 | Срби                                 |                                      | 63                                   | 5,38%                                |
| Мађари                               | Мађари                               |                                      | 7                                    | 0,59%                                |
| Украјинци                            | Украјинци                            |                                      | 4                                    | 0,34%                                |
| Југословени                          | Југословени                          |                                      | 4                                    | 0,34%                                |
| Румуни                               | Румуни                               |                                      | 3                                    | 0,25%                                |
| Македонци                            | Македонци                            |                                      | 3                                    | 0,25%                                |
| Хрвати                               | Хрвати                               |                                      | 2                                    | 0,17%                                |
| Чеси                                 | Чеси                                 |                                      | 1                                    | 0,08%                                |
| непознато                            | непознато                            |                                      | 0                                    | 0,0%                                 |

| \| \| м \| \| \| ж \| \| ? \| 0 \| \| \| 0 \| \| 80+ \| 12 \| \| \| 12 \| \| 75—79 \| 14 \| \| \| 26 \| \| 70—74 \| 15 \| \| \| 30 \| \| 65—69 \| 41 \| \| \| 40 \| \| 60—64 \| 31 \| \| \| 36 \| \| 55—59 \| 34 \| \| \| 37 \| \| 50—54 \| 34 \| \| \| 39 \| \| 45—49 \| 46 \| \| \| 36 \| \| 40—44 \| 44 \| \| \| 46 \| \| 35—39 \| 44 \| \| \| 27 \| \| 30—34 \| 43 \| \| \| 32 \| \| 25—29 \| 45 \| \| \| 42 \| \| 20—24 \| 39 \| \| \| 37 \| \| 15—19 \| 43 \| \| \| 38 \| \| 10—14 \| 33 \| \| \| 33 \| \| 5—9 \| 33 \| \| \| 36 \| \| 0—4 \| 40 \| \| \| 33 \| \| Просек : \| 37,8 \| \| \| 40,5 \| |      |  |  |      |
| |      |  |  |      |
| | м    |  |  | ж    |
| ? | 0    |  |  | 0    |
| 80+ | 12   |  |  | 12   |
| 75—79 | 14   |  |  | 26   |
| 70—74 | 15   |  |  | 30   |
| 65—69 | 41   |  |  | 40   |
| 60—64 | 31   |  |  | 36   |
| 55—59 | 34   |  |  | 37   |
| 50—54 | 34   |  |  | 39   |
| 45—49 | 46   |  |  | 36   |
| 40—44 | 44   |  |  | 46   |
| 35—39 | 44   |  |  | 27   |
| 30—34 | 43   |  |  | 32   |
| 25—29 | 45   |  |  | 42   |
| 20—24 | 39   |  |  | 37   |
| 15—19 | 43   |  |  | 38   |
| 10—14 | 33   |  |  | 33   |
| 5—9 | 33   |  |  | 36   |
| 0—4 | 40   |  |  | 33   |
| Просек : | 37,8 |  |  | 40,5 |

| Година пописа     | 1948. | 1953. | 1961. | 1971. | 1981. | 1991. | 2002. |
| ----------------- | ----- | ----- | ----- | ----- | ----- | ----- | ----- |
| Број домаћинстава | 295   | 326   | 387   | 417   | 407   | 379   | 384   |

| Број чланова      | 1  | 2  | 3  | 4  | 5  | 6  | 7 | 8 | 9 | 10 и више | Просек |
| ----------------- | -- | -- | -- | -- | -- | -- | - | - | - | --------- | ------ |
| Број домаћинстава | 70 | 98 | 62 | 87 | 42 | 19 | 4 | 1 | 0 | 1         | 3,05   |

| Пол    | Укупно | Неожењен/Неудата | Ожењен/Удата | Удовац/Удовица | Разведен/Разведена | Непознато |
| ------ | ------ | ---------------- | ------------ | -------------- | ------------------ | --------- |
| Мушки  | 485    | 127              | 316          | 24             | 9                  | 9         |
| Женски | 478    | 58               | 315          | 92             | 5                  | 8         |
| УКУПНО | 963    | 185              | 631          | 116            | 14                 | 17        |

| Пол    | Укупно                    | Пољопривреда, лов и шумарство | Рибарство                            | Вађење руде и камена | Прерађивачка индустрија       |
| ------ | ------------------------- | ----------------------------- | ------------------------------------ | -------------------- | ----------------------------- |
| Мушки  | 225                       | 74                            | 0                                    | 50                   | 35                            |
| Женски | 122                       | 30                            | 0                                    | 3                    | 42                            |
| Укупно | 347                       | 104                           | 0                                    | 53                   | 77                            |
|        |                           |                               |                                      |                      |                               |
| Пол    | Производња и снабдевање   | Грађевинарство                | Трговина                             | Хотели и ресторани   | Саобраћај, складиштење и везе |
| Мушки  | 2                         | 13                            | 17                                   | 2                    | 8                             |
| Женски | 0                         | 1                             | 12                                   | 0                    | 1                             |
| Укупно | 2                         | 14                            | 29                                   | 2                    | 9                             |
|        |                           |                               |                                      |                      |                               |
| Пол    | Финансијско посредовање   | Некретнине                    | Државна управа и одбрана             | Образовање           | Здравствени и социјални рад   |
| Мушки  | 0                         | 3                             | 7                                    | 5                    | 6                             |
| Женски | 0                         | 1                             | 5                                    | 12                   | 12                            |
| Укупно | 0                         | 4                             | 12                                   | 17                   | 18                            |
|        |                           |                               |                                      |                      |                               |
| Пол    | Остале услужне активности | Приватна домаћинства          | Екстериторијалне организације и тела | Непознато            | Непознато                     |
| Мушки  | 1                         | 0                             | 0                                    | 2                    | 2                             |
| Женски | 0                         | 2                             | 0                                    | 1                    | 1                             |
| Укупно | 1                         | 2                             | 0                                    | 3                    | 3                             |

### Препоручена литература
- „Deutsche Genealogie: Banat Ortsfamilienbücher, einschließlich Arader Land”.
- „Donauschw. Heimatbuecher S”.